# كريس غور
كريس غور (بالإنجليزية: Chris Gore)‏ هو صحفي وناقد سينمائي أمريكي، ولد في 5 سبتمبر 1965 في بيغ رابيدز في الولايات المتحدة.

## وصلات خارجية
- كريس غور على موقع IMDb (الإنجليزية)
- كريس غور على موقع ميتاكريتيك (الإنجليزية)
- كريس غور على موقع ميتاكريتيك (الإنجليزية)
- كريس غور على موقع روتن توميتوز (الإنجليزية)
- كريس غور على موقع ميوزك برينز (الإنجليزية)
- كريس غور على موقع أول موفي (الإنجليزية)
- كريس غور على موقع قاعدة بيانات الفيلم (الإنجليزية)
- كريس غور على موقع كينوبويسك (الروسية)